# Leopold Gernhardt
Leopold Gernhardt (Vienna, 16 marzo 1920 – Vienna, 18 aprile 2013) è stato un calciatore e allenatore di calcio austriaco, di ruolo centrocampista.

## Carriera

### Club
Ha giocato per tutta la carriera nel Rapid Vienna, vestendone la maglia per oltre 10 anni.

### Nazionale
Ha collezionato 27 presenze con la maglia della Nazionale.

## Palmarès

### Competizioni nazionali
- Campionato austriaco: 7

Rapid Vienna: 1939-1940, 1940-1941, 1945-1946, 1947-1948, 1950-1951, 1951-1952, 1953-1954
- Campionato tedesco: 1

Rapid Vienna: 1940-1941
- Coppa d'Austria: 1

Rapid Vienna: 1945-1946

### Competizioni internazionali
- Zentropa Cup: 1

SK Rapid: 1951